# Mortification (album)
Mortification è un album pubblicato dall'omonima band christian metal nel 1991.

## Tracce
1. Until the End – 3:47
2. Brutal Warfare – 3:58
3. Bathed In Blood – 4:31
4. Satan's Doom – 6:06
5. Turn – 0:33
6. No Return – 2:42
7. Break the Curse – 2:44
8. New Awakening – 5:04
9. The Destroyer Beholds – 3:19
10. Journey of Reconciliation – 4:13
11. The Majestic Infiltration of Order – 1:06

## Formazione

### Mortification
- Steve Rowe - basso, voce
- Michael Carlisle - chitarra, voce
- Jayson Sherlock - batteria, voce

### Altri musicisti
- Derek Sean - chitarra
- Roger Martinez - voce
- Andrew Tompkins - voce